# Microlynchia
Microlynchia is een vliegengeslacht uit de familie van de luisvliegen (Hippoboscidae).

## Soorten
- M. pusilla (Speiser, 1902)